# Observatoire magnétique et météorologique de Toronto
L'Observatoire magnétique et météorologique de Toronto est un observatoire historique situé au sein de l'Université de Toronto, à Toronto dans la province de l'Ontario, au Canada. Le bâtiment d'origine fut construit en 1840 sous l'impulsion de Edward Sabine, qui menait un projet international de recherche visant à déterminer la cause des fluctuations de la déclinaison magnétique terrestre. Les mesures effectuées depuis le site de Toronto ont montré que les taches solaires étaient responsables de cet effet sur le champ magnétique terrestre. Quand le projet prit fin en 1853, l'Observatoire fut largement agrandi par le gouvernement canadien et fit fonction de station météorologique et d'horloge officielle du pays pendant près de cinquante ans. L'Observatoire a été considéré comme le berceau de l'astronomie canadienne.

## Les travaux de Sabine

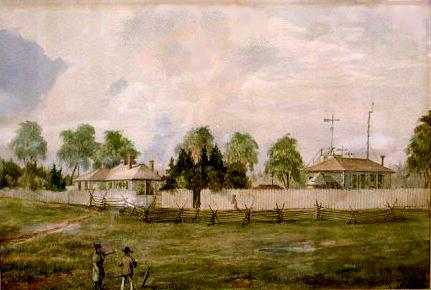
L'observatoire d'origine: le bâtiment principal est sur la droite, le dôme est visible, et le toir du bâtiment le plus petit et enterré est à peine visible derrière la barrière. Peint par William Armstrong en 1852.

Les boussoles ont tendance à « s'écarter » du nord quand les mesures sont effectuées en différents endroits, voire en un même emplacement mais au cours d'une certaine période de temps. L'astronome Edmund Halley remarqua ce phénomène ainsi que les problèmes qu'il posait pour la navigation dès 1701. De plus, on pensait que cet effet pouvait induire des changements météorologiques, et que, de fait, étudier les variations du champ magnétique permettrait de meilleures prévisions météorologiques.
En 1833, l'Association britannique pour le progrès de la science commandita une série de mesures de champs magnétiques à travers le Royaume-Uni. Sous la direction du Major Edward Sabine de la Royal Artillery, un projet de mesures s'étalant sur plusieurs années fut lancé ; ses résultats furent publiés en 1838. À l'époque, des propositions pour étendre le programme par-delà les frontières furent avancées. En 1836, l'explorateur et naturaliste allemand Alexander von Humboldt écrivit au prince Augustus Frederick, duc de Sussex, alors président de la Royal Society, en faisant valoir qu'un programme formel était important pour une nation comptant plusieurs dominions à travers le monde. Lors du septième rassemblement de l'Association britannique à Liverpool, en 1837, Sabine déclara que « le magnétisme de la Terre ne peut pas être considéré autrement que comme l'une des plus importantes branches de l'histoire physique de la planète que nous habitons » et cartographier ses variations devrait être « regardé par nos contemporains et par la postérité comme une entreprise à la mesure d'un peuple maritime ; ainsi que la réalisation valeureuse d'une nation qui a toujours cherché à être parmi les premières dans les aventures les plus ardues ».
En 1837, le gouvernement britannique finança l'installation d'un observatoire magnétique à Greenwich. L'Association continua à militer pour la construction d'autres observatoires de cette  nature de par le monde, et, en 1838, ses suggestions furent acceptées par le gouvernement, qui fournit les fonds nécessaires. En 1839, le gouvernement britannique et la Royal Society préparèrent quatre expéditions afin de construire des stations d'observation magnétique dans les villes du Cap et de Hobart, sur l'île de Sainte-Hélène, et (finalement) à Toronto. Des officiers de la Royal Artillery furent envoyés pour effecteur les mesures. Le groupe d'officiers affecté au Canada avait d'abord considéré la construction de leur observatoire sur l'île Sainte-Hélène, au large de Montréal, mais, sur place, la roche s'est trouvée avoir une influence magnétique trop forte, et la décision a été prise d'installer l'Observatoire à Toronto.  L'équipe arriva en 1839, et s'installa à Fort York dans des baraquements abandonnés. Fut attribué à l'Observatoire quatre hectares de terrain à l'ouest du King's College ; de nos jours, l'Assemblée législative de l'Ontario occupe l'emplacement du King's College.
L'Observatoire, officiellement « Observatoire magnétique et météorologique de Sa Majesté à Toronto » (Her Majesty's Magnetical and Meteorological Observatory at Toronto), fut achevé l'année suivante. Il s'agissait de deux bâtiments faits de rondins de bois, l'un pour les instruments magnétiques et l'autre, plus petit, à moitié enterré, destiné aux « déterminations expérimentales ». L'extrémité nord du bâtiment principal était connecté à un petit dôme conique contenant un théodolite utilisé pour faire des mesures astronomiques afin de déterminer avec précision l'heure locale. Les bâtiments furent construits avec le moins de métal possible ; le métal employé lorsque nécessaire était non-magnétique, tel que le laiton ou le cuivre. De petits baraquements furent construits à proximité, afin de loger le groupe d'officiers.
En utilisant les mesures des sites de Toronto et de Hobart, Sabine remarqua non seulement des fluctuations de court-terme dans la déclinaison magnétique, sur plusieurs heures ; mais aussi des variations de long terme, sur plusieurs mois. Il en conclut rapidement que les variations de court-terme étaient dues au cycle jour-nuit, tandis que les variations de long terme étaient corrélées au nombre de taches solaires visibles. Il publia deux articles introductifs sur le sujet dans la revue Philosophical Transactions of the Royal Society. Le premier, en 1851, était un recueil de mesures faites un peu plus tôt ; le second, en 1852, correspondait aux mesures de taches solaires de Heinrich Schwabe, largement diffusées grâce à l'ouvrage de Alexander von Humboldt : Cosmos, également publié en 1851. Grâce à d'autres données collectées sur le site de Toronto, Sabine réussit à montrer que  le cycle solaire de onze ans était la cause d'une variation de période similaire du champ magnétique terrestre. Il présenta un troisième article en 1856:  On Periodical Laws Discoverable in the Mean Effects of the Larger Magnetic Disturbances (« Sur les Lois Périodiques Discernables dans les Effets Moyens de Grandes Perturbations Magnétiques »), dans lequel il loua particulièrement le site de Toronto.
Sir John Henry Lefroy, un pionnier dans l'étude du magnétisme terrestre fut directeur de l'observatoire magnétique de 1842 à 1853. En 1960, la Ontario Heritage Foundation érigea une Provincial Military Plaque en son honneur sur le campus de l'Université de Toronto.

## Service météorologique

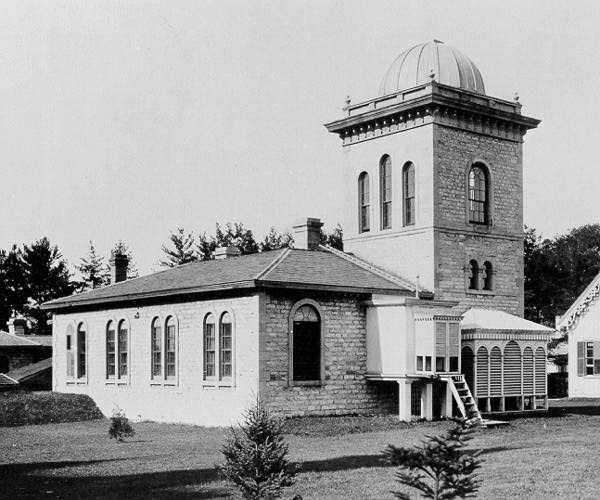
L'Observatoire le plus récent, avant d'être déplacé, orienté sud est. Cette image montre la même orientation que ci-dessous, vue depuis la gauche de la tour.

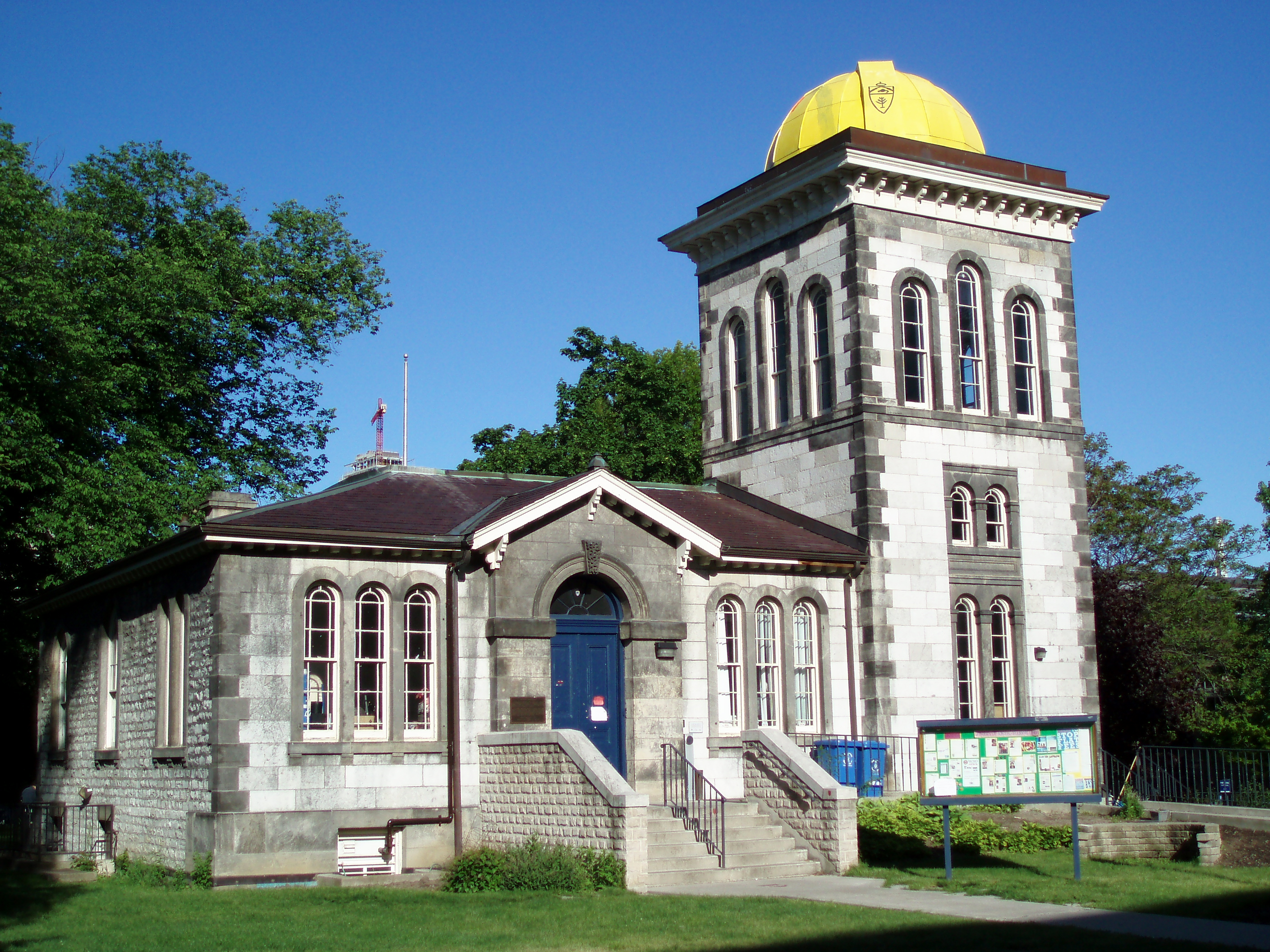
L'Observatoire en 2009, orienté est-sud est. Les bureaux au rez-de-chaussée ont subi une rotation; l'entrée était à droite de la tour.

En 1853, le projet de la Royal Society fut achevé et l'Observatoire sur le point d'être abandonné. Après un long débat, le tout jeune gouvernement colonial décida de prendre à sa charge l'Observatoire. Plutôt que de disparaître comme les autres, l'Observatoire de Toronto fut amélioré et sa mission fut étendue à la météorologie (cf. Service météorologique du Canada) sous la direction du Ministère des Pêches et des Océans. Au cours de cette expansion, les bâtiments originaux furent remplacés par une structure permanente.
Le nouveau bâtiment fut conçu en 1853 par l'architecte Frederick Cumberland, qui avait également travaillé sur les plans de l'University College, qui avait été construit au nord de l'Observatoire en remplacement du King's College. Les plans du nouvel observatoire prévoyaient un bâtiment en pierre, avec une tour attenante, contenant le théodolite. La construction du nouveau bâtiment fut achevée en 1855, et celui-ci se dressait en face de l'entrée de l'actuel Convocation Hall. C'est année-là, George T. Kingston en devint le directeur et travailla à mettre sur pied un réseau étendu de prise de données, devenant ainsi le père du Service météorologique du Canada.
Lorsqu'il était utilisé comme station météorologique, l'Observatoire récupérait des données provenant de 312 stations d'observations canadiennes et de 36 autres situées aux États-Unis. Chaque station était équipée avec « un baromètre au mercure, deux thermomètres (un thermomètre maximum et un minimum), un anémomètre pour mesurer la vitesse du vent, une girouette et une jauge pour l'eau de pluie » . Des rapports codés étaient envoyés depuis l'Observatoire chaque jour à 8h et à 20h (ET), puis utilisés afin de prévoir le temps pour les 36 heures suivantes. Ces prévisions étaient ensuite télégraphiées aux quatre coins du pays, des diagrammes étaient envoyées aux journaux et au Bureau du Commerce (Board of Trade).
Parmi les autres utilisations qui furent faites de l'Observatoire, en 1880, des mesures effectuées sur le site furent utilisées lorsqu'il s'est agi de développer un temps universel. L'Observatoire servit d'horloge officielle au Canada jusqu'en 1905, lorsque cette fonction fut transférée à l'Observatoire fédéral d'Ottawa. A 11h55 exactement, les horloges des casernes de pompiers de Toronto sonnaient, sous l'impulsion d'un signal électrique en provenance de l'Observatoire.
En 1881, le directeur de l'Observatoire, Charles Carpmeal, suggéra l'acquisition d'un téléscope de haute qualité. Il pensait que l'observation directe du soleil amènerait à une meilleure compréhension des effets des taches solaires sur la météo. Incidemment, le gouvernement canadien (fondé un peu plus tôt, en 1867) ambitionnait de prendre part à l'effort international majeur visant à enregistrer avec précision le transit de Vénus de décembre 1882.
Des fonds furent apportés pour acheter un télescope de 150 mm manufacturé par la firme anglaise T. Cooke & Sons. Le dôme avait été, à l'origine, conçu pour observer un court transit; et le grand télescope de 2 m de long avait un champ d'observation à travers l'ouverture du dôme très limité. Un large support de pierre fut construit à l'intérieur de la tour, afin de rehausser le télescope et ainsi augmenter son champ de vision. Malheureusement, le nouveau télescope ne permit pas d'effectuer les mesures concernant le transit de Vénus, à cause du mauvais temps, et manqua le transit de Mercure de 1895 pour la même raison.

## Déménagement

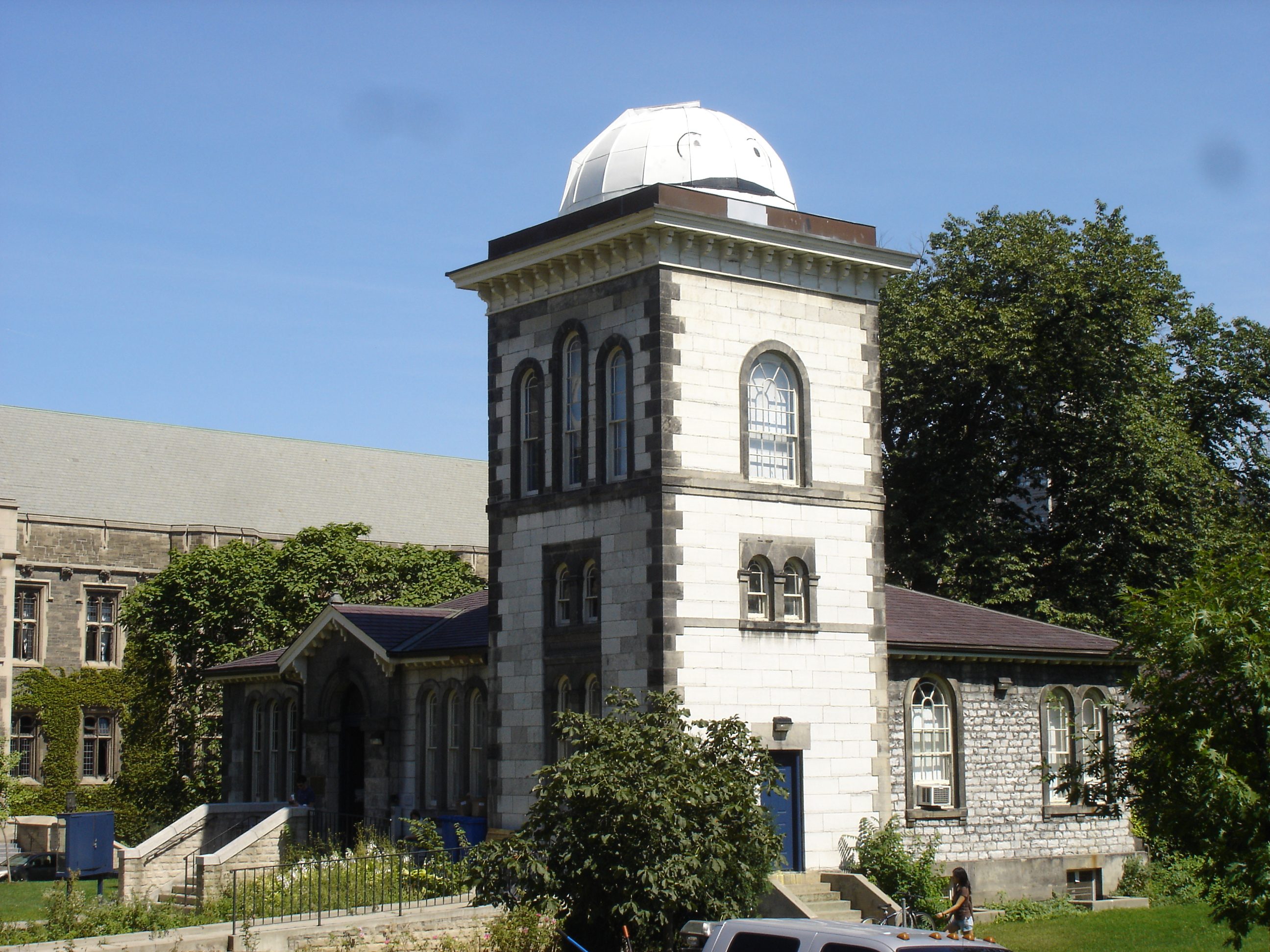
L'Observatoire orienté nord-nord est, avec Hart House en arrière-plan. La rotation de la tour est plus évidente ici: comparer l'emplacement des fenêtres avec les images ci-dessus.

Dans les années 1890, l'Observatoire s'est retrouvé entouré par les nouveaux bâtiments de l'Université qui se développait rapidement. L'électrification des tramways le long de College Street au sud, et les grandes quantités de métal utilisées dans les bâtiments modernes encerclant le site dérégla les instruments de mesure. Un nouvel observatoire magnétique fut inauguré en 1898 à Agincourt (Toronto), laissant l'Observatoire du centre-ville à ses fonctions météorologiques et d'observation solaire. À son tour, en 1968 l'observatoire d'Agincourt fut remplacé par un autre observatoire à Ottawa.
En 1907, les nouveaux bâtiments de l'université encerclaient complètement l'Observatoire; de la poussière provenant des chantiers obérait le bon fonctionnement des instruments météorologiques, et l'éclairage de nuit rendait toute observation astronomique impossible. Le Meteorological Office décida d'abandonner le site et de construire un nouveau bâtiment à l'extrémité nord du campus, sur Bloor Street, sur un terrain échangé avec l'Université contre l'Observatoire d'origine . Il y eut débat sur la destination du télescope Cooke, puisque les instruments d'astronomie n'ont pas d'utilité pour le Meteorological Office. Finalement, faute d'une meilleure solution, le télescope suivit le Meteorological Office dans le nouvel observatoire de Bloor Street.
L'Université devint ainsi propriétaire des murs de l'ancien Observatoire, laissé à l'abandon. Louis Beaufort Stewart, professeur à la Faculté de Science Appliquée et d'Ingénierie, milita pour sa sauvegarde sous l'égide du Département de Géodésie (Department of Surveying and Geodesy). Finalement, il fit en sorte que le bâtiment soit reconstruit dans un endroit plus adapté. La démolition fut menée en 1907: les pierres furent simplement laissées sur place pour l'hiver et furent utilisées l'année suivante afin de construire un bâtiment, à la configuration repensée, un peu à l'est du bâtiment principal du University College (au sud de Hart House),.
En 1930, le Meteorological Office n'utilisait plus le télescope Cooke et accepta de le donner à l'Université, à la condition de prendre en charge son déménagement. Le télescope ainsi que le dôme furent déplacés vers le bâtiment de l'Observatoire . Le télescope déménagea à nouveau en 1952 dans l'Observatoire David Dunlap au nord de la ville, puis en 1984, il fut donné au Musée des sciences et de la technologie du Canada. Le Département de Géodésie utilisa l'Observatoire jusque dans les années 1950. Depuis, les locaux ont été utilisés à plusieurs fins, notamment à accueillir un commissariat de police et une plateforme téléphonique. Rebaptisé « Observatoire Louis Beaufort Stewart » (Louis Beaufort Stewart Observatory), le bâtiment héberge depuis 1953 le Students' Administrative Council (aujourd'hui University of Toronto Students' Union). Le dôme, aujourd'hui inutilisé, est repeint de toutes les couleurs, chaque année, par les étudiants en ingénierie.